# Аханов, Какен Аханович
Какен Аханович Aханов (2 февраля 1928 — 13 августа 1978) — советский языковед, доктор филологических наук (1966), профессор (1969), член-корреспондент АН КазССР (1975).

## Биография
Родился в ауле Бозанбай Уланского района Восточно-Казахстанской области в семье учителя.
С отличием окончил среднюю школу им. С. М. Кирова в родном ауле. В 1950 году окончил филологический факультет КазГУ с красным дипломом. Оставлен на научно-преподавательской работе, одновременно учился в аспирантуре. Заведующий кафедрой (1961—1977), декан филологического факультета этого же университета (1970—1974).
Ректор Алма-Атинского педагогического института иностранных языков (1977—1978).
В 1956 году защитил кандидатскую, а в 1966 году докторскую диссертацию. В 1969 году присвоено звание профессора. В 1978 году избран членом-корреспондентом Академии наук Казахской ССР.
Скончался 13 августа 1978 года, похоронен на Кенсайском кладбище.

## В память о Какене Аханове
- В 1998 году в городе Алматы, в доме, в котором проживал Какен Аханов, установлена мемориальная доска.
- В Казахском Национальном Университете им. Аль-Фараби названа аудитория в честь Аханова Какена.
- В Восточно-Казахстанской области названа средняя школа именем Какена Аханова.

На совместном решении IV сессии маслихата города Алматы третьего созыва от 24 декабря 2003 года № 27 и акимата города Алматы от 26 декабря 2003 года № 5/765 присвоено 20-й улице города Алматы следующие наименование: Аханов Какен.

## Основные научные работы
- Вопросы лексики казахского языка. Алма-Ата, 1955.
- Омонимы в казахском языке. Алма-Ата, 1958.
- Введение в языкознание. Алма-Ата, 1962, 1965.
- Основы языкознания. Алма-Ата, 1973, 1978.
- Основы теории грамматики. Алма-Ата, 1972.
- Казахский язык. Алма-Ата, 1974